# Frespera meridionalis
Frespera meridionalis là một loài nhện trong họ Salticidae.
Loài này thuộc chi Frespera. Frespera meridionalis được Braul & Lise miêu tả năm 2002.